# فالاندوفو
فالاندوفو (Валандово) هي مدينة في مقاطعة فالاندوفو في جمهورية مقدونيا.
يبلغ عدد سكانها حوالي 11653   نسمة.